# جيوفري ر. ستون
جيوفري ر. ستون (بالإنجليزية: Geoffrey R. Stone) هو كاتب أمريكي، ولد في 1946.